# Hornhjelm
En hornhjelm er hjelm, hvorpå der er fastmonteret horn, som kan være fremstillet i det samme materiale som hjelmen, eller i et andet materiale. De er blevet båret af mange folkeslag rundt om i verden, men, modsat hvad mange går og tror, aldrig af vikingerne. De er blevet båret helt tilbage i ældre stenalder, hvor man har fundet tegn på det i det arkæologiske område Star Carr i England.
De blev sandsynligvis anvendt under religiøse ceremonier eller til ligne de rituelle formål, men ikke i kamp eller under slag, idet hornene vil have gjort hjelm hjelm nem at gribe fat i og bringe personen ud af balance, eller få den slået af hovedet. En stor del af materialet som underbygger hornhjelme stammer fra afbildninger frem for fund af selve hjelmene.